# Elecciones municipales de 1931 en Valencia

## Antecedentes
Con la dimisión de Primo de Rivera en 1930, los gobiernos del General Dámaso Berenguer y del Almirante Aznar que le sucedieron no supieron dar un carácter constitucional al reinado de Alfonso XIII.
El gobierno de Berenguer pretendía una transición de la dictadura a una monarquía constitucional, sin embargo el apoyo de Alfonso XIII a la dictadura de Primo de Rivera había supuesto un gran descrédito de la monarquía entre amplios sectores que solo veían una salida a la situación de España en una república. Los mismos sectores monárquicos que apoyaron en 1923 la monarquía no apoyaron a Berenguer y su intento de reforma. Berenguer siguió con su objetivo de realizar pequeñas reformas.
El Pacto de San Sebastián supuso un hecho de importancia para Alcalá Zamora, republicanos, nacionalistas y socialistas, ya que manifestaba la unión de las fuerzas republicanas. El 30 de diciembre tiene lugar la Sublevación de Jaca encabezada por los militares Galán y García Hernández que, pese a su fracaso, serían considerados como los primeros héroes de la República.
Entre las reformas del gobierno de Aznar está la convocatoria de elecciones municipales para el día 12 de abril de 1931 y, aunque eran unas elecciones municipales, dieron a conocer qué tipo de estado querían: monarquía o república. De hecho, los partidos formaron dos bloques en torno a estas dos opciones.
Estas elecciones supusieron la victoria de los republicanos en la mayor parte de las capitales de provincia como Madrid, Barcelona y Valencia. “España se acostó monárquica y se levantó republicana”, dijo el almirante Aznar.

## Las elecciones
Según el censo de 1930, Valencia contaba con una población de 320.195 habitantes. El censo electoral fue de 84.854 personas. Los votos totales fueron 49.158 de los cuales los republicanos obtuvieron 36.738 votos y 32 concejales mientras los monárquicos obtuvieron 12.420 votos y 18 concejales. Por tanto, el porcentaje de votantes respecto al censo fue de 58%. El Ayuntamiento de Valencia fue formado por mayoría absoluta de 32 concejales republicanos y presidido por Vicente Marco Miranda.   
Desde el primer momento, estas elecciones municipales no trataron de elegir concejales y alcaldes, sino que se convirtieron en un auténtico plebiscito entre monarquía y república. El triunfo de las candidaturas republicanas en toda España dio paso a la proclamación de la República en todo el estado. Esta rápida transición se efectúo de manera pacífica mientras el pueblo aclamaba la venida de la Segunda República. El triunfo fue reconocido también por la prensa monárquica.
De los concejales republicanos que fueron elegidos para el Ayuntamiento de Valencia, 22 pertenecían al Partido Unión Republicana Autonomista (PURA) que seguía a Blasco Ibáñez, 5 eran de Derecha Republicana, 2 del PSOE y también había un nacionalista. De los concejales monárquicos, 6 eran de Derecha Regional Valenciana, 4 eran conservadores, 2 demócratas, 2 albistas, 1 era de la Unión Monárquica Nacional y también había un ciervista.
Desde el diario monárquico ABC, se ve como una grave situación el triunfo de las candidaturas republicanas. Sin embargo, en la prensa valenciana se acepta su triunfo.

## Contexto histórico
Se consolidaron los sindicatos obreros, C.N.T. y U.G.T, que cuentan con una gran implantación en todo el país, siendo la C.N.T. mayoritaria en Cataluña. Se producen numerosas huelgas en defensa de unas mejores condiciones de trabajo. Entre los estudiantes consigue un gran apoyo la F.U.E. (Federación Universitaria Escolar), teniendo un gran protagonismo en diferentes movilizaciones de estudiantes. Para el historiador Tuñón de Lara, la casi totalidad de los grupos familiares, que tenían en sus manos la economía nacional, apoyó hasta el último día al rey Alfonso XIII.
El 55% de la población vivía en zonas rurales o semirrurales y la mayoría de las exportaciones eran de productos agrícolas mientras un 45% de la población vivía directamente de la agricultura.
El reparto de las tierras era más diferente en el norte del país comparado con el sur ya que tenían características propias cada una de ellas. En Galicia, la propiedad de la tierra estaba muy dividida en pequeños minifundios que apenas daban para vivir, mientras en Andalucía y Extremadura se daba la situación contraria, pues había pocos propietarios dueños de grandes extensiones y unos obreros agrícolas sin propiedad con unas duras condiciones de vida y trabajo. Según estadísticas, el campo ocupaba a 4.000.000 millones de personas de los cuales 1.900.000 eran obreros agrícolas sin propiedades, había además 900.000 aparceros y arrendatarios.
Mientras tanto, la iglesia seguía manteniendo un gran poder teniendo un control total sobre la enseñanza.

## Concejales electos
Relación de concejales electos:
| Distrito     | Concejales |  | Nombre                                   | Candidatura | Candidatura |
| ------------ | ---------- |  | ---------------------------------------- | ----------- | ----------- |
| Centro       | 5          |  | Julio Saborit Belenguer (PURA)           |             | AIA         |
| Centro       | 5          |  | Mariano Gómez González (DLR)             |             | AIA         |
| Centro       | 5          |  | Sigfrido Blasco-Ibáñez Blasco (PURA)     |             | AIA         |
| Centro       | 5          |  | Manuel Simó Marín (DRV)                  |             | CM          |
| Centro       | 5          |  | Francisco Calatayud Mateu (DRV)          |             | CM          |
| Audiencia    | 4          |  | Enrique Durán y Tortajada (AVR)          |             | AIA         |
| Audiencia    | 4          |  | Vicente Marzal Mustiel (DLR)             |             | AIA         |
| Audiencia    | 4          |  | Ramón Bellver Busó (PURA)                |             | AIA         |
| Audiencia    | 4          |  | Francisco Javier Bosch Marín (Ciervista) |             | CM          |
| Universidad  | 4          |  | Victorino Vázquez Garrido (PURA)         |             | AIA         |
| Universidad  | 4          |  | Luis Donderis Tatay (DLR)                |             | AIA         |
| Universidad  | 4          |  | José Soler Bort (PURA)                   |             | AIA         |
| Universidad  | 4          |  | Joaquim Reig Rodríguez (UVR)             |             | CM          |
| Teatro       | 5          |  | José Cano Coloma (PURA)                  |             | AIA         |
| Teatro       | 5          |  | Adolfo Royo Benigne (PURA)               |             | AIA         |
| Teatro       | 5          |  | Antonio Reyna López (PURA)               |             | AIA         |
| Teatro       | 5          |  | Luis Santonja Faus (DRV)                 |             | CM          |
| Teatro       | 5          |  | Salvador Salom Antequera (UMN)           |             | CM          |
| Museo        | 5          |  | Álvaro Pascual Leone (PURA)              |             | AIA         |
| Museo        | 5          |  | Emilio Bordanove Tarrasó (DLR)           |             | AIA         |
| Museo        | 5          |  | Vicente Marco Miranda (PURA)             |             | AIA         |
| Museo        | 5          |  | Ramón Tarazona Puchades (DRV)            |             | CM          |
| Museo        | 5          |  | Jaime Faus Centelles (DRV)               |             | CM          |
| Vega         | 7          |  | José Olmos Burgos (PURA)                 |             | AIA         |
| Vega         | 7          |  | Agustín Trigo Mezquita (PURA)            |             | AIA         |
| Vega         | 7          |  | Vicente Lambíes Grancha (PURA)           |             | AIA         |
| Vega         | 7          |  | Francisco Soto Mas (AVR)                 |             | AIA         |
| Vega         | 7          |  | Ismael Barrera Juan (PRLD)               |             | AIA         |
| Vega         | 7          |  | Manuel Casanova Bonora (DRV)             |             | CM          |
| Vega         | 7          |  | José Monmeneu Gómez (DRV)                |             | CM          |
| Puerto       | 5          |  | Juan Bautista Brau Sanoguera (PURA)      |             | AIA         |
| Puerto       | 5          |  | Vicente San Vicente Montoro (PURA)       |             | AIA         |
| Puerto       | 5          |  | Vicente Juan Mira (PURA)                 |             | AIA         |
| Puerto       | 5          |  | Manuel García Cabañes (Demócrata)        |             | CM          |
| Puerto       | 5          |  | Manuel García Dutrús (Demócrata)         |             | CM          |
| Misericordia | 5          |  | Fernando Valera Aparicio (PURA)          |             | AIA         |
| Misericordia | 5          |  | Vicente Navarro Arámbul (PSOE)           |             | AIA         |
| Misericordia | 5          |  | Joaquín García Ribes (PURA)              |             | AIA         |
| Misericordia | 5          |  | Fernando Porta Sanmartín (PC)            |             | CM          |
| Misericordia | 5          |  | José María Albors Brocal (PC)            |             | CM          |
| Hospital     | 5          |  | Manuel Gisbert Rico (PURA)               |             | AIA         |
| Hospital     | 5          |  | Vicente Alfaro Moreno (PURA)             |             | AIA         |
| Hospital     | 5          |  | Antonio de Gracia Pons (PSOE)            |             | AIA         |
| Hospital     | 5          |  | Luis Ruiz Sáez                           |             | CM          |
| Hospital     | 5          |  | Miguel Ortega Mocholí (PC)               |             | CM          |
| Ruzafa       | 5          |  | Francisco Forriol Ferrer (PURA)          |             | AIA         |
| Ruzafa       | 5          |  | Juan Bort Zandalinas (PURA)              |             | AIA         |
| Ruzafa       | 5          |  | Francisco Sanchis Pascual (PSOE)         |             | AIA         |
| Ruzafa       | 5          |  | Julio Romero Mocholí (Albista)           |             | IL          |
| Ruzafa       | 5          |  | Salvador Salcedo Ferrer (Albista)        |             | IL          |